# Bateria artylerii nr 34
34 Bateria artylerii – polska trzydziałowa improwizowana bateria artylerii nadbrzeżnej kalibru 120 mm L/50 wz. 1936 Bofors, utworzona ze zdemontowanych armat z pokładu stawiacza min ORP "Gryf" ustawiona w miejsce baterii artylerii nadbrzeżnej nr 33 "greckiej". Po jej przeniesieniu na główną linię obrony. Usytuowana na Półwyspie Helskim (od strony pełnego morza). Wchodziła w skład Dywizjonu Artylerii Nadbrzeżnej, Rejonu Umocnionego Hel.

## Formowanie i opis baterii
Po zatopieniu w dniu 3 września 1939 roku przez lotnictwo niemieckie stawiacza min ORP "Gryf", ustalono, że do części jego uzbrojenia na rufie jest dostęp i istnieje możliwość jego pozyskania. Pomysłodawcą jego pozyskania dla celów obrony Helu był por. mar. Edmund Pappelbaum. Z uwagi na przeniesienie obu armat baterii artylerii nr 33 w kierunku głównej linii obrony lądowej w miejsce powstałej luki w systemie ogniowym półwyspu postanowiono ustawić armaty z rufy ORP "Gryf". Wybrano projektowane miejsce dla będącej w trakcie zakupu drugiej baterii dział kal. 152,4 mm "Bofors". Decyzję o budowie podjęto ok. 10 września i niezwłocznie podjęto prace ziemne i betonowanie fundamentów pod działobitnie. Przy pomocy dźwigu pływającego zdemontowano pojedyncze działo 1 x 120 mm, a następnie podwójne 2 x 120 mm armata L/50 wz. 1936 Bofors, zdjęto maski przeciwodłamkowe działa i przy pomocy kolejki wąskotorowej przetransportowano działa w rejon budowanych stanowisk. Następnie na drewnianych saniach siłą ok. 100 marynarzy przetransportowano działa na odkryte stanowiska ogniowe osłonięte nasypem ziemnym i zamaskowano przy pomocy siatki maskującej. Poza działobitniami, wybudowano ziemno-drewniane schrony dla obsługi i dla amunicji. Pobudowano również punkt kierowania ogniem. Do obrony przeciwlotniczej 34 baterii zamontowano pozyskane z ORP "Gryf" dwa podwójne nkm 13,2 mm Hotchkiss wz.1930, oraz zgromadzono zapas amunicji. Po osiągnięciu przez specjalnie dobrany beton odpowiedniej twardości w dniu 30 września z pojedynczego działa przeprowadzono próbne strzelanie. Bateria artylerii nadbrzeżnej osiągnęła 30 września gotowość bojową, lecz nie zdążyła wziąć już udziału w walce. 

## Obsada dowódcza
Dowódcy baterii:
- por. mar. Edmund Pappelbaum

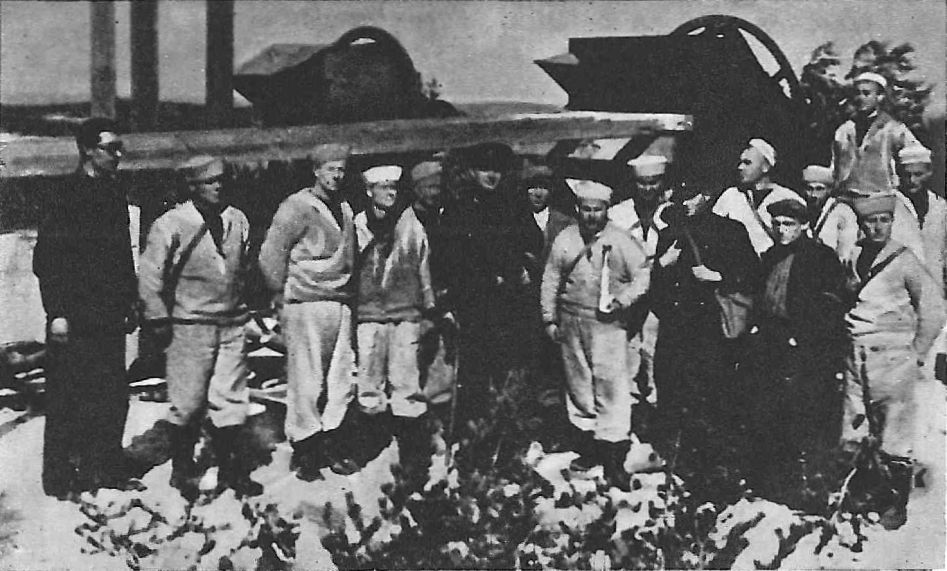
Dowództwo i obsada Baterii

- ppor. rez. mar. Bolesław Kucharski